# Lord of the Lost/Diskografie
Diese Diskografie ist eine Übersicht über die musikalischen Werke der deutschen Dark-Rock-Band Lord of the Lost. Ihre erfolgreichste Veröffentlichung ist das elfte Studioalbum Blood & Glitter, das in Deutschland zum Nummer-eins-Album avancierte.

## Alben

### Studioalben
| Jahr | Titel Musiklabel                               | Höchstplatzierung, Gesamtwochen, AuszeichnungChartplatzierungen (Jahr, Titel, Musiklabel, Platzierungen, Wochen, Auszeichnungen, Anmerkungen) | Höchstplatzierung, Gesamtwochen, AuszeichnungChartplatzierungen (Jahr, Titel, Musiklabel, Platzierungen, Wochen, Auszeichnungen, Anmerkungen) | Höchstplatzierung, Gesamtwochen, AuszeichnungChartplatzierungen (Jahr, Titel, Musiklabel, Platzierungen, Wochen, Auszeichnungen, Anmerkungen) | Anmerkungen                                        |
| Jahr | Titel Musiklabel                               | DE | AT | CH | Anmerkungen                                        |
| ---- | ---------------------------------------------- | --- | --- | --- | -------------------------------------------------- |
| 2010 | Fears Out of Line (UMG)                        | DE54 a (1 Wo.)DE | — | — | Erstveröffentlichung: 19. Februar 2010             |
| 2011 | Antagony Out of Line (UMG)                     | — | — | — | Erstveröffentlichung: 1. April 2011                |
| 2012 | Die Tomorrow Out of Line (RTD)                 | DE33 (1 Wo.)DE | — | — | Erstveröffentlichung: 31. August 2012              |
| 2014 | From the Flame Into the Fire Out of Line (RTD) | DE18 (1 Wo.)DE | — | — | Erstveröffentlichung: 23. Mai 2014                 |
| 2016 | Empyrean Out of Line (RTD)                     | DE9 (1 Wo.)DE | — | — | Erstveröffentlichung: 29. Juli 2016                |
| 2017 | Swan Songs II Napalm Records (UMG)             | DE35 (1 Wo.)DE | — | — | Erstveröffentlichung: 6. Oktober 2017              |
| 2018 | Thornstar Napalm Records (UMG)                 | DE6 (2 Wo.)DE | — | CH57 (1 Wo.)CH | Erstveröffentlichung: 3. August 2018               |
| 2020 | Swan Songs III Napalm Records (UMG)            | DE25 (1 Wo.)DE | — | CH75 (1 Wo.)CH | Erstveröffentlichung: 7. August 2020               |
| 2021 | Judas Napalm Records (UMG)                     | DE2 (3 Wo.)DE | AT40 (1 Wo.)AT | CH50 (1 Wo.)CH | Erstveröffentlichung: 2. Juli 2021                 |
| 2022 | Blood & Glitter Napalm Records (UMG)           | DE1 (8 Wo.)DE | — | CH58 (1 Wo.)CH | Erstveröffentlichung: 30. Dezember 2022            |
| 2023 | Weapons of Mass Seduction Napalm Records (UMG) | DE2 (1 Wo.)DE | AT22 (1 Wo.)AT | CH98 (1 Wo.)CH | Erstveröffentlichung: 29. Dezember 2023 Coveralbum |
| 2025 | Opvs Noir, Vol. 1 Napalm Records (UMG)         | DE3 (… Wo.)DE | AT8 (… Wo.)AT | — | Erstveröffentlichung: 8. August 2025               |

### Livealben
| Jahr | Titel Musiklabel                                                 | Höchstplatzierung, Gesamtwochen, AuszeichnungChartplatzierungen (Jahr, Titel, Musiklabel, Platzierungen, Wochen, Auszeichnungen, Anmerkungen) | Höchstplatzierung, Gesamtwochen, AuszeichnungChartplatzierungen (Jahr, Titel, Musiklabel, Platzierungen, Wochen, Auszeichnungen, Anmerkungen) | Höchstplatzierung, Gesamtwochen, AuszeichnungChartplatzierungen (Jahr, Titel, Musiklabel, Platzierungen, Wochen, Auszeichnungen, Anmerkungen) | Anmerkungen                             |
| Jahr | Titel Musiklabel                                                 | DE | AT | CH | Anmerkungen                             |
| ---- | ---------------------------------------------------------------- | --- | --- | --- | --------------------------------------- |
| 2013 | We Give Our Hearts – Live auf St. Pauli Out of Line (RTD)        | DE93 (1 Wo.)DE | — | — | Erstveröffentlichung: 9. August 2013    |
| 2015 | A Night to Remember – Live Acoustic in Hamburg Out of Line (RTD) | — | — | — | Erstveröffentlichung: 4. Dezember 2015  |
| 2018 | Confession – Live at Christuskirche Napalm Records (UMG)         | DE54 (1 Wo.)DE | — | — | Erstveröffentlichung: 16. November 2018 |
| 2020 | Opus X – Live in Hamburg Napalm Records (UMG)                    | — | — | — | Erstveröffentlichung: 7. August 2020    |
| 2024 | Live in Wacken Napalm Records (UMG)                              | DE9 (1 Wo.)DE | — | — | Erstveröffentlichung: 2. August 2024    |

### Kompilationen
| Jahr | Titel Musiklabel                        | Höchstplatzierung, Gesamtwochen, AuszeichnungChartplatzierungen (Jahr, Titel, Musiklabel, Platzierungen, Wochen, Auszeichnungen, Anmerkungen) | Höchstplatzierung, Gesamtwochen, AuszeichnungChartplatzierungen (Jahr, Titel, Musiklabel, Platzierungen, Wochen, Auszeichnungen, Anmerkungen) | Höchstplatzierung, Gesamtwochen, AuszeichnungChartplatzierungen (Jahr, Titel, Musiklabel, Platzierungen, Wochen, Auszeichnungen, Anmerkungen) | Anmerkungen                          |
| Jahr | Titel Musiklabel                        | DE | AT | CH | Anmerkungen                          |
| ---- | --------------------------------------- | --- | --- | --- | ------------------------------------ |
| 2015 | Swan Songs Out of Line (RTD)            | DE34 (1 Wo.)DE | — | — | Erstveröffentlichung: 20. März 2015  |
| 2019 | Till Death Us Do Part Out of Line (RTD) | DE20 (1 Wo.)DE | — | — | Erstveröffentlichung: 9. August 2019 |

### EPs
| Jahr | Titel Musiklabel                                | Anmerkungen                            |
| ---- | ----------------------------------------------- | -------------------------------------- |
| 2012 | Beside & Beyond Out of Line (RTD)               | Erstveröffentlichung: 17. Februar 2012 |
| 2012 | Die Tomorrow – Bonus Works Out of Line (RTD)    | Erstveröffentlichung: 31. August 2012  |
| 2014 | MMXIV Out of Line (RTD)                         | Erstveröffentlichung: 23. Mai 2014     |
| 2015 | Full Metal Whore Out of Line (RTD)              | Erstveröffentlichung: 31. Juli 2015    |
| 2022 | The Heartbeat of the Devil Napalm Records (UMG) | Erstveröffentlichung: 3. Mai 2022      |

## Singles

### Als Leadmusiker
| Jahr | Titel Album                                                       | Anmerkungen                                                                                                   |
| ---- | ----------------------------------------------------------------- | --- |
| 2009 | Dry the Rain Fears                                                | Erstveröffentlichung: 28. August 2009                                                                         |
| 2011 | Sex on Legs Antagony                                              | Erstveröffentlichung: 18. März 2011                                                                           |
| 2012 | Die Tomorrow                                                      | Erstveröffentlichung: 10. August 2012                                                                         |
| 2013 | See You Soon Die Tomorrow                                         | Erstveröffentlichung: 11. Januar 2013                                                                         |
| 2014 | Afterlife From the Flame Into the Fire                            | Erstveröffentlichung: 28. Februar 2014                                                                        |
| 2014 | La bomba From the Flame Into the Fire                             | Erstveröffentlichung: 18. April 2014                                                                          |
| 2014 | Six Feet Underground From the Flame Into the Fire                 | Erstveröffentlichung: 29. August 2014                                                                         |
| 2016 | The Love of God Empyrean                                          | Erstveröffentlichung: 13. Mai 2016                                                                            |
| 2017 | Waiting for You to Die Swan Songs II                              | Erstveröffentlichung: 11. August 2017                                                                         |
| 2017 | Lighthouse Swan Songs II                                          | Erstveröffentlichung: 1. September 2017                                                                       |
| 2017 | The Broken Ones Swan Songs II                                     | Erstveröffentlichung: 29. September 2017                                                                      |
| 2018 | On This Rock I Will Build My Church Thornstar                     | Erstveröffentlichung: 4. Mai 2018                                                                             |
| 2018 | Morgana Thornstar                                                 | Erstveröffentlichung: 15. Juni 2018                                                                           |
| 2018 | We Were Young Swan Songs III                                      | Erstveröffentlichung: 1. April 2020 feat. Heaven Can Wait Chor                                                |
| 2020 | Schwarz Tot Gold –                                                | Erstveröffentlichung: 11. September 2020 vs. Swiss und die Andern                                             |
| 2021 | The Death of All Colours Judas                                    | Erstveröffentlichung: 14. April 2021                                                                          |
| 2021 | Advent Advent ein Nazi brennt Missglückte Weihnachts EP (Sampler) | Erstveröffentlichung: 3. Dezember 2021 mit Ferris MC & Swiss und die Andern feat. Diggen, Shocky, Tamas & ZSK |
| 2022 | #Not My Enemy –                                                   | Erstveröffentlichung: 11. März 2022                                                                           |
| 2022 | Blood & Glitter                                                   | Erstveröffentlichung: 24. Dezember 2022 #4 der deutschen Single-Trend-Charts am 19. Mai 2023                  |
| 2023 | Leave Your Hate in the Comments Blood & Glitter                   | Erstveröffentlichung: 26. Januar 2023                                                                         |
| 2023 | Absolute Attitude Blood & Glitter                                 | Erstveröffentlichung: 3. März 2023                                                                            |
| 2023 | Destruction Manual Blood & Glitter                                | Erstveröffentlichung: 28. April 2023                                                                          |
| 2023 | Cha Cha Cha Weapons of Mass Seduction                             | Erstveröffentlichung: 5. Mai 2023 Original: Käärijä                                                           |
| 2023 | One Last Song Blood & Glitter                                     | Erstveröffentlichung: 10. Oktober 2023                                                                        |
| 2023 | Shock to the System Weapons of Mass Seduction                     | Erstveröffentlichung: 8. November 2023 Original: Billy Idol                                                   |
| 2023 | (I Just) Died in Your Arms Weapons of Mass Seduction              | Erstveröffentlichung: 6. Dezember 2023 Original: Cutting Crew                                                 |
| 2023 | Unstoppable Weapons of Mass Seduction                             | Erstveröffentlichung: 24. Dezember 2023 Original: Sia                                                         |
| 2024 | Lords of Fyre Opvs Noir, Vol. 1                                   | Erstveröffentlichung: 12. November 2024 mit Feuerschwanz                                                      |
| 2025 | My Sanctuary Opvs Noir, Vol. 1                                    | Erstveröffentlichung: 18. März 2025                                                                           |
| 2025 | I Will Die in It Opvs Noir, Vol. 1                                | Erstveröffentlichung: 28. Mai 2025                                                                            |
| 2025 | Ghosts Opvs Noir, Vol. 1                                          | Erstveröffentlichung: 1. Juli 2025 feat. Tina Guo                                                             |
| 2025 | Light Can Only Shine in the Darkness Opvs Noir, Vol. 1            | Erstveröffentlichung: 23. Juli 2025 feat. Within Temptation                                                   |
| 2025 | Bazaar Bizarre Opvs Noir, Vol. 1                                  | Erstveröffentlichung: 7. August 2025                                                                          |

### Als Gastmusiker
| Jahr | Titel Album                   | Anmerkungen                                                                       |
| ---- | ----------------------------- | --------------------------------------------------------------------------------- |
| 2022 | Never Love Blood in the Disco | Erstveröffentlichung: 5. Oktober 2022 Corlyx feat. Lord of the Lost               |
| 2025 | Spielmannsschwur (United) –   | Erstveröffentlichung: 16. Mai 2025 Saltatio Mortis feat. Verschiedene Interpreten |

## Musikvideos
| Jahr | Titel                                | Regie                                            |
| ---- | ------------------------------------ | ------------------------------------------------ |
| 2009 | Dry the Rain                         | Nikola Stahl                                     |
| 2010 | Last Words                           | Nikola Stahl                                     |
| 2011 | Sex on Legs                          | Nikola Stahl                                     |
| 2011 | Prison                               | Chris Harms                                      |
| 2012 | Beyond Beautiful                     | Moritz Krebs                                     |
| 2012 | Die Tomorrow                         | Katya Tsyganova                                  |
| 2013 | See You Soon                         | Jasmin Kreft                                     |
| 2013 | Credo                                | Christian Beer                                   |
| 2014 | Afterlife                            | Matteo Fabbiani                                  |
| 2014 | La Bomba                             | Michel Briegel                                   |
| 2014 | Six Feet Underground                 | Matteo Fabbiani                                  |
| 2014 | Kingdom Come                         | Katya Tsyganova                                  |
| 2015 | Lost in a Heartbeat                  | Lisa Morgenstern                                 |
| 2015 | Full Metal Whore                     | Chiara Cerami, Matteo Fabbiani                   |
| 2016 | The Love of God                      | Harun Hazar                                      |
| 2016 | Drag Me to Hell                      | Michel Briegel                                   |
| 2016 | In Silence                           | Chiara Cerami, Matteo Fabbiani                   |
| 2017 | Raining Stars                        | Chiara Cerami, Matteo Fabbiani                   |
| 2017 | Lighthouse                           | Matteo Fabbiani                                  |
| 2017 | The Broken Ones                      | Chiara Cerami, Matteo Fabbiani                   |
| 2018 | On This Rock I Will Build My Church  | Chiara Cerami, Matteo Fabbiani                   |
| 2018 | Morgana                              | Chiara Cerami, Matteo Fabbiani                   |
| 2018 | Forevermore                          | Andre Schaapen                                   |
| 2018 | Black Halo                           | Chiara Cerami, Matteo Fabbiani, Nelis Friedrichs |
| 2019 | Loreley                              | Chiara Cerami, Matteo Fabbiani                   |
| 2019 | Voodoo Doll                          | Chiara Cerami, Matteo Fabbiani                   |
| 2019 | Till Death Us Do Part                | Chiara Cerami, Matteo Fabbiani                   |
| 2019 | Ruins                                | Andrés Villa                                     |
| 2019 | Under the Sun                        | Chiara Cerami, Matteo Fabbiani                   |
| 2020 | A One Ton Heart                      | Chris Harms                                      |
| 2020 | A Splintered Mind                    | Chris Harms                                      |
| 2020 | Dying on the Moon                    | Chiara Cerami, Matteo Fabbiani                   |
| 2020 | Schwarz Tot Gold                     | Martin Fischer, Lee Maas                         |
| 2020 | We Were Young                        | Chris Harms                                      |
| 2021 | The Death of All Colours             | Chiara Cerami, Matteo Fabbiani                   |
| 2021 | Priest                               | Chiara Cerami, Matteo Fabbiani                   |
| 2021 | For They Know Not What They Do       | Chiara Cerami, Matteo Fabbiani                   |
| 2021 | The Gospel of Judas                  | Chiara Cerami, Matteo Fabbiani                   |
| 2021 | Born with a Broken Heart             | Life                                             |
| 2021 | Viva Vendetta                        | Chiara Cerami, Matteo Fabbiani                   |
| 2021 | My Constellation                     | Chiara Cerami, Matteo Fabbiani                   |
| 2022 | The Heartbeat of the Devil           | Chiara Cerami, Matteo Fabbiani                   |
| 2022 | A World Where We Belong              | Benjamin Lawrenz                                 |
| 2022 | Blood & Glitter                      | Chiara Cerami, Matteo Fabbiani                   |
| 2023 | Leave Your Hate in the Comments      | Lennard Schmitt                                  |
| 2023 | Leaving the Planet Earth             | Chiara Cerami, Matteo Fabbiani                   |
| 2023 | Destruction Manual                   | Chiara Cerami, Matteo Fabbiani                   |
| 2023 | One Last Song                        | VDPictures                                       |
| 2023 | Shock to the System                  | Lennard Schmitt, Ben Schlemmer                   |
| 2023 | The Look                             | Moritz Krebs                                     |
| 2024 | The Future of a Past Life            | VDPictures                                       |
| 2024 | Lords of Fyre                        | VDPictures                                       |
| 2025 | My Sanctuary                         | Vollvincent                                      |
| 2025 | Spielmannsschwur (United)            | Tamara Llenas                                    |
| 2025 | I Will Die In It                     | VDPictures                                       |
| 2025 | Ghosts                               | VDPictures                                       |
| 2025 | Light Can Only Shine in the Darkness | VDPictures                                       |
| 2025 | Bazaar Bizarre                       | VDPictures                                       |

## Promoveröffentlichungen
| Jahr | Titel Album                                                  | Anmerkungen                                             |
| ---- | ------------------------------------------------------------ | ------------------------------------------------------- |
| 2018 | Prison (Live) Confession – Live at Christuskirche            | Erstveröffentlichung: 24. Oktober 2018                  |
| 2020 | A One Ton Heart Swan Songs III                               | Erstveröffentlichung: 15. Mai 2020                      |
| 2020 | A Splintered Mind Swan Songs III                             | Erstveröffentlichung: 12. Juni 2020                     |
| 2020 | Dying on the Moon Swan Songs III                             | Erstveröffentlichung: 10. Juli 2020 feat. Joy Frost     |
| 2021 | Priest Judas                                                 | Erstveröffentlichung: 29. April 2021                    |
| 2021 | For They Know Not What They Do Judas                         | Erstveröffentlichung: 2. Juni 2021                      |
| 2021 | The Gospel of Judas Judas                                    | Erstveröffentlichung: 30. Juni 2021                     |
| 2022 | Judas The Heartbeat of the Devil • Weapons of Mass Seduction | Erstveröffentlichung: 30. März 2022 Original: Lady Gaga |

## Sonderveröffentlichungen

### Alben
| Jahr | Titel Musiklabel               | Anmerkungen                                                                         |
| ---- | ------------------------------ | ----------------------------------------------------------------------------------- |
| 2021 | Festival of Love Eigenvertrieb | Erstveröffentlichung: 24. Dezember 2021 Zeitlich begrenzte YouTube-Veröffentlichung |

| Jahr | Titel Musiklabel          | Anmerkungen                                                                  |
| ---- | ------------------------- | ---------------------------------------------------------------------------- |
| 2019 | Remixes Out of Line (RTD) | Erstveröffentlichung: 9. August 2019 Teil von Till Death Us Do Part (Boxset) |

| Jahr | Titel Musiklabel                              | Anmerkungen                                                                              |
| ---- | --------------------------------------------- | ---------------------------------------------------------------------------------------- |
| 2016 | Eisheilige Nacht 2016 Sonic Seducer (SS)      | Erstveröffentlichung: Oktober 2016 Beilage im Sonic Seducer 11/2016; mit Subway to Sally |
| 2018 | Ruins Napalm Records (SS)                     | Erstveröffentlichung: Juni 2019 Beilage im Sonic Seducer 07/2018                         |
| 2019 | Timeless Napalm Records (SS)                  | Erstveröffentlichung: April 2019 Beilage im Sonic Seducer 05/2019                        |
| 2020 | Swan Songs III – Piano EP Napalm Records (SS) | Erstveröffentlichung: 17. August 2020 Beilage im Sonic Seducer 09/2020                   |
| 2021 | Dare to Know Napalm Records (SS)              | Erstveröffentlichung: 25. Juni 2021 Beilage im Sonic Seducer 07/2021                     |

| Jahr | Titel Musiklabel        | Anmerkungen                                                                  |
| ---- | ----------------------- | ---------------------------------------------------------------------------- |
| 2019 | Demos Out of Line (RTD) | Erstveröffentlichung: 9. August 2019 Teil von Till Death Us Do Part (Boxset) |

| Jahr | Titel Musiklabel                            | Anmerkungen                                                                |
| ---- | ------------------------------------------- | -------------------------------------------------------------------------- |
| 2021 | The Sacrament of Judas Napalm Records (UMG) | Erstveröffentlichung: 10. Dezemberr 2021 Vertrieb nur über eigenen Webshop |

### Lieder
| Jahr | Titel Album                                          | Anmerkungen                                                              |
| ---- | ---------------------------------------------------- | ------------------------------------------------------------------------ |
| 2013 | In My Darkest Hours (Live) Nimmermehr – Tour Edition | Erstveröffentlichung: 22. November 2013 Mono Inc. feat. Lord of the Lost |
| 2021 | Echo Endlich! (Deluxe Edition)                       | Erstveröffentlichung: 26. November 2021 ASP feat. Lord of the Lost       |
| 2022 | Take Me Back Perfect Puppet                          | Erstveröffentlichung: 24. Juni 2022 Psycholies feat. Lord of the Lost    |
| 2022 | Never Love Blood in the Disco                        | Erstveröffentlichung: 25. November 2022 Corlyx feat. Lord of the Lost    |

| Jahr | Titel Interpretation                 | Anmerkungen                              |
| ---- | ------------------------------------ | ---------------------------------------- |
| 2012 | Kannst du mich seh’n Staubkind       | Erstveröffentlichung: 24. Februar 2012   |
| 2012 | Deine Zeit läuft ab Unzucht          | Erstveröffentlichung: 20. April 2012     |
| 2012 | Eye M the Blacksheep Rabia Sorda     | Erstveröffentlichung: 30. November 2012  |
| 2013 | Bitte schlag mich Ost+Front          | Erstveröffentlichung: 27. September 2013 |
| 2014 | Krieger Blutengel                    | Erstveröffentlichung: 14. März 2014      |
| 2014 | Die Erde brennt Joachim Witt         | Erstveröffentlichung: 25. April 2014     |
| 2014 | Sonne, Mond und Todesstern Ost+Front | Erstveröffentlichung: 28. November 2014  |
| 2015 | Der Zeitdieb Tanzwut                 | Erstveröffentlichung: 13. Februar 2015   |
| 2015 | Deep Inside Fragile Child            | Erstveröffentlichung: 8. Mai 2015        |
| 2015 | Der Luftschiffharpunist Coppelius    | Erstveröffentlichung: 21. August 2015    |
| 2015 | All the Things You Say Solar Fake    | Erstveröffentlichung: 25. September 2015 |
| 2016 | Life Is Grim microClocks             | Erstveröffentlichung: 1. Januar 2016     |
| 2016 | Regret & Testify Chrom               | Erstveröffentlichung: 22. Juli 2016      |
| 2016 | Bratwurstzange Rummelsnuff           | Erstveröffentlichung: 2. September 2016  |
| 2016 | Sexschuß Heldmaschine                | Erstveröffentlichung: 17. September 2016 |
| 2017 | Hell Yeah KMFDM                      | Erstveröffentlichung: 23. Juni 2017      |
| 2019 | Trrr – Fckn – Htlr Oomph!            | Erstveröffentlichung: 18. Januar 2019    |
| 2021 | Just Leave It Solar Fake             | Erstveröffentlichung: 12. Februar 2021   |
| 2023 | Disciple IAMX                        | Erstveröffentlichung: 15. September 2023 |

| Jahr | Titel Album                                                    | Anmerkungen                                                                                                   |
| ---- | -------------------------------------------------------------- | --- |
| 2011 | Do You Wanna Die Without a Scar Cold Hands Seduction, Vol. 117 | Erstveröffentlichung: 18. März 2011                                                                           |
| 2011 | Death Doesn’t Kill You But I Do Awake the Machines, Vol. 7     | Erstveröffentlichung: 15. Juli 2011                                                                           |
| 2012 | Eisblumen XX Eisheilige Nacht                                  | Erstveröffentlichung: 2012 Original: Subway to Sally                                                          |
| 2013 | Pandora’s Box Phenomena                                        | Erstveröffentlichung: 18. Oktober 2013 Original: Solitary Experiments                                         |
| 2014 | Für immer Sonic Seducer – Mittelalter-Special, Vol. XII        | Erstveröffentlichung: Februar 2014 Original: Subway to Sally                                                  |
| 2015 | Satans Fall 15 Jahre 15 Bands                                  | Erstveröffentlichung: 14. August 2015 Original: Saltatio Mortis                                               |
| 2020 | Black Wedding Day Cover Up                                     | Erstveröffentlichung: 11. Dezember 2020 Original: Lacrimosa                                                   |
| 2020 | Bresso Cover Up                                                | Erstveröffentlichung: 11. Dezember 2020 Original: Lacrimosa                                                   |
| 2020 | Malina Cover Up                                                | Erstveröffentlichung: 11. Dezember 2020 Original: Lacrimosa                                                   |
| 2021 | Advent Advent ein Nazi brennt Missglückte Weihnachts EP        | Erstveröffentlichung: 7. Dezember 2021 mit Ferris MC & Swiss und die Andern feat. Diggen, Shocky, Tamas & ZSK |
| 2023 | We Are the Wild Comminio Lupatum II                            | Erstveröffentlichung: 7. April 2023 Original: Powerwolf                                                       |

### Videoalben
| Jahr | Titel Musiklabel                                                 | Anmerkungen                                                                                  |
| ---- | ---------------------------------------------------------------- | -------------------------------------------------------------------------------------------- |
| 2012 | Black to the Roots Out of Line (RTD)                             | Erstveröffentlichung: 31. August 2012 Teil von Die Tomorrow (Limited Edition)                |
| 2015 | A Night to Remember – Live Acoustic in Hamburg Out of Line (RTD) | Erstveröffentlichung: 4. Dezember 2015 CD+DVD; Teil von A Night to Remember (Deluxe Edition) |
| 2016 | The Video Clips Out of Line (RTD)                                | Erstveröffentlichung: 29. Juli 2016 Teil von Empyrean (Limited Edition)                      |
| 2024 | Blood & Glitter – Video Edition Napalm Records (UMG)             | Erstveröffentlichung: 14. Juni 2024 CD+Blu-Ray/DVD                                           |

## Statistik

### Chartauswertung
|                     | DE     | AT    | CH    |
| ------------------- | ------ | ----- | ----- |
| Nummer-eins-Alben   | DE1DE  | AT—AT | CH—CH |
| Top-10-Alben        | DE7DE  | AT1AT | CH—CH |
| Alben in den Charts | DE16DE | AT3AT | CH5CH |